# Ольмезов Костянтин Іванович
Костянтин Ольмезов (Донецьк, Україна, 1 грудня 1995 — Москва, 20 березня 2022) — український математик і поет, який покінчив життя самогубством у 2022 році після спроби повернутися в Україну.

## Біографія
Костянтин вивчав математику в Донецькому національному технічному університеті . Він також був поетом. У 2018 році переїхав до Росії, щоб вивчати галузь математики.
Костянтин був знавцем комбінаторної арифметики та структури опуклих послідовностей. і працював у Московському фізико-технічному інституті.